# Lissocidaris
Genre
Lissocidaris est un genre d'échinodermes (oursins) de la famille des Cidaridae.

## Description et caractéristiques
Ce sont des oursins réguliers : le test (coquille) est plus ou moins sphérique, protégé par des radioles (piquants), l'ensemble suivant une symétrie pentaradiaire (centrale d'ordre 5) reliant la bouche (péristome) située au centre de la face orale (inférieure) à l'anus (périprocte) situé à l'apex aboral (pôle supérieur).
Ce genre se caractérise par certaines spécificités squelettiques : le test est assez épais, avec un disque apical uniformément granulé, mesurant environ 40 % du diamètre du test, avec des plaques oculaires insertes, et des plaques génitales et de taille similaire.
Les interambulacres portent entre 7 et 9 plaques par série, avec des tubercules primaires perforés et non crénulés (ou très faiblement), disposés sur des aréoles circulaires incisées. Les cercles scrobiculaires sont bien séparés. Les tubercules scrobiculaires sont bien différentiés, et les aires extrascrobiculaires sont réduites, densément et uniformément couvertes de tubercules secondaires. La surface du test ne comporte pas de dépressions suturales ou de fossettes.
Les ambulacres sont légèrement sinueux, avec des paires de pores subconjuguées, situées dans une zone à pores légèrement enfoncée. La zone perradiale porte des séries marginales de tubercules primaires contigus, et des séries internes de tubercules plus petits.
Le diamètre du péristome est similaire à celui du disque apical. Les plaques ambulacraires sont unisériées, les séries interambulacraires s'étendant jusqu'à la bouche.
Les radioles primaires sont longues et cylindriques, avec un col court et une couronne réduite ; la hampe est ornée de fines côtes de poils corticaux. Les radioles secondaires sont plus comprimées. On distingue ce genre de Calocidaris par les poils corticaux densément présents sur les radioles, qui les rendent plus lisses.

## Liste d'espèces
Selon World Register of Marine Species (5 février 2015) :
- Lissocidaris fusca Mortensen, 1939 -- Maldives et océan Indien
- Lissocidaris xanthe Coppard & van Noordenburg, 2007 -- Philippines